# 趙博 (野球)
趙 博（ちょう はく、ザオ・ボウ、Zhao Bo 1985年8月11日 - ）は中華人民共和国出身の元プロ野球選手。ポジションは外野手。右投左打。四川ドラゴンズでプレーしていた。
2006年にワールドベースボールクラシック中国代表に選出され、韓国戦で登板を果たした。
かつては投手として活躍していたが、2008年から外野手に転向している。